# José Riveros Martínez
José Riveros Martínez (Ixhuacán de los Reyes, Veracruz, 18 de octubre de 1895- Xalapa, Veracruz, 4 de febrero de 1926) fue un campesino, ganadero y militar mexicano que participó en la Revolución mexicana con el grado de general brigadier, luchó en las filas del Ejército Libertador del Sur en los estados de Guerrero, Morelos, Puebla y Veracruz.
Peleó contra las fuerzas del usurpador Victoriano Huerta y fue defensor de la región comprendida en los municipios de Xico, Coatepec, Cosautlán de Carvajal e Ixhuacán de los Reyes, ante los ataques del Ejército Constitucionalista, hasta su detención y fusilamiento en la ciudad de Xalapa, Veracruz, el día 4 de febrero de 1926 a la edad de 30 años.

## Carrera
Tras el inicio del movimiento revolucionario, se identifica con la facción zapatista y se adhiere al Ejército Libertador del Sur como combatiente en el año 1913, como lo hacen constar diversos documentos del archivo histórico de la Secretaría de la Defensa Nacional, alcanzó el grado de general brigadier.
Participó en varias batallas, operó bajo las órdenes del general de División Francisco Mendoza Palma; presentó sus servicios en el Ejército Libertador del Sur, hasta el día 20 de julio de 1920 fecha en que fue dado de baja por la secretaría de guerra y marina, al unificarse en el movimiento del Plan de Agua Prieta.
Adquirió sus grados hasta el de Teniente, por mérito en campaña en las siguientes fechas:
| Grado militar    | Fecha                   |
| ---------------- | ----------------------- |
| Cabo             | 13 de diciembre de 1913 |
| Sargento segundo | 15 de mayo de 1914      |
| Sargento primero | 16 de agosto de 1914    |
| Subteniente      | 27 de julio de 1915     |
| Teniente         | 8 de abril de 1916      |

Estos nombramientos fuero conferidos por el general Francisco Mendoza Palma y ratificados por el general en jefe Emiliano Zapata.
Posteriormente al darse de baja de la secretaría de guerra y marina, se une al movimiento posrevolucionario en la zona del Cofre de Perote, Xico, Coatepec, Cosautlán de Carvajal e Ixhuacán de los Reyes.
Por gestiones realizadas de su hija mayor, María Guadalupe Lidia Riveros Rivera ante la Secretaría de la Defensa Nacional, fue reconocido oficialmente como Veterano de la Revolución mexicana y se le otorgó la Condecoración al Mérito Revolucionario por el Segundo Periodo que correspondió del 20 de febrero de 1913 al 15 de agosto de 1914, con fecha 26 de junio de 1959 expidiendo diploma y medalla, además recibe el cargo de General Brigadier expidiendo credencial el día 26 de mayo de 1952.

## Participación en movimientos armados
Asistió a los siguientes hechos de armas en los que estuvo el suscrito contra las fuerzas de la usurpación Huertista.
| Combate | Fecha de combate          |
| --- | ------------------------- |
| Combate en Puente de Ixtla, Morelos.                                                                                        | 1 de mayo de 1913         |
| Combate entre Tlapala y Cacahuananche, Guerrero.                                                                            | 24 de mayo de 1913        |
| Combate en el punto “Las Escobillas”, Guerrero.                                                                             | 6 de julio de 1913        |
| Ataque y toma de la Plaza de Mezcala, Guerrero.                                                                             | 8 de diciembre de 1913    |
| Ataque y toma de Huitzuco, Guerrero.                                                                                        | 12 de diciembre de 1913   |
| Combates en el sitio de las Hdas. De Zacatepec y Treinta, Morelos, contra las fuerzas del Coronel Federal Flavio Maldonado. | 16 de mayo de 1914        |
| Toma de la plaza de Cuernavaca, Morelos. Y persecución de la columna del General Pedro Ojeda al evacuar este la Plaza.      | 13 y 14 de agosto de 1914 |
| Combate en los Frailes, Puebla.                                                                                             | 24 de julio de 1915       |
| Combate en Zitlala, Guerrero.                                                                                               | 26 de abril de 1916       |
| Combate en Cacahuananche y Tlapala, Guerrero.                                                                               | 27 de agosto de 1917      |
| Ataque y toma de Tlancualpicán, Puebla                                                                                      | 6 de abril de 1918        |

## Persecución y fusilamiento
El día 22 de noviembre de 1924, el general De Brigada Adalberto Palacios, con base en Quimixtlán, Puebla, ordenó por oficio al teniente coronel Eusebio García, la persecución de varios cabecillas entre ellos José Riveros, que se encontraban en la zona del Cofre de Perote, Ixhuacan de los Reyes, Xico, Cosautlán de Carvajal y Coatepec.
El día 24 de septiembre de 1925, el general de Brigada Rodrigo M. Quevedo, con base en Xalapa, Veracruz, ordenó por oficio al teniente coronel Eusebio García, la búsqueda de rebeldes entre ellos, José Riveros ubicados en el Barrio de la Luz, Ixhuacán de los Reyes.
En los primeros días del mes de febrero del año 1926, fue apresado en su domicilio y trasladado a la ciudad de Xalapa, Veracruz, con el propósito de ser juzgado. Fue declarado culpable y condenado a muerte y el día 4 de febrero, a las 6 a. m., se ejecutó la sentencia. No obstante, por azares del destino, su fallecimiento fue prolongado por lo que, en agonía, fue trasladado al hospital civil de aquella ciudad, donde murió a las 4:30 de la tarde, como lo describe el acta de defunción. Su cuerpo fue sepultado en el panteón Palo Verde de la capital veracruzana.

## Familia
José Riveros Martínez fue el hijo mayor del matrimonio conformado por Beatriz Martínez Morales y José María Riveros Morales. Su padre fue comerciante, se dedicó a la ganadería y fue presidente municipal en el periodo de 1886 a 1890 de su pueblo natal. En las que destaca la gestión de diversas obras civiles de gran trascendencia.
Contrajo matrimonio con Josefina Rivera Tejeda con quien procreó cuatro hijas de nombre, María Guadalupe Lidia (más conocida como Amparo), Raquel, Amanda y Socorro.

## Legado
Como resultado de la investigación realizada por el bisnieto del general brigadier José Riveros Martínez, ciudadano Eduardo Melchor Díaz, se presentó el proyecto al H. Ayuntamiento de Ixhuacán de los Reyes, solicitando se reconociera el día cuatro de febrero de cada año, como fecha conmemorativa del aniversario luctuoso del general brigadier José Riverps Martínez, fue aprobada por cabildo el día 15 de marzo del 2022.